# Slebech
Slebech är en by i Uzmaston, Boulston and Slebech i Storbritannien. Den ligger i kommunen Pembrokeshire och riksdelen Wales, i den södra delen av landet, 300 km väster om huvudstaden London. Orten har 172 invånare (2001).
Slebech var tidigare en community, men blev 2012 en del av den nybildade communityn Uzmaston, Boulston and Slebech.